# 瓦勒爾
瓦勒爾（挪威語：Hvaler）是挪威东福尔郡南部的一個市镇，也是一组岛屿。1838年1月1日，瓦勒爾成為一個市鎮。瓦勒爾的行政中心位於希爾克島上的斯凯拉霍尔登。